# Wiktor Naziębło
Wiktor Naziębło (ur. 23 grudnia 1900 w Nadarzynie, zm. 3 czerwca 1964 w Warszawie) – plutonowy Wojska Polskiego, kawaler orderu Virtuti Militari V klasy , uczestnik wojny polsko-bolszewickiej 1920 roku.

## Życiorys
Wiktor Naziębło urodził się w rodzinie Józefa Naziębło i Julii Marianny z domu Sikorska. Przed wstąpieniem do wojska uczęszczał do gimnazjum Rontalera przy ulicy Polnej 46A w Warszawie..
25 lutego 1919 roku wstąpił do Wojska Polskiego wraz ze swoim bratem Janem, urodzonym w 1899 roku oraz przybranym bratem Edwardem Kowalskim. W czasie wojny z bolszewikami walczył w szeregach 3 baterii 10 pułku Kaniowskiego artylerii polowej w stopniu kaprala. W maju 1920 roku, jako działonowy wyróżnił się w czasie walki z wrogą tyralierą nacierającą w kierunku folwarku Marjampol za co został odznaczony Orderem Wojennym Virtuti Militari V klasy .

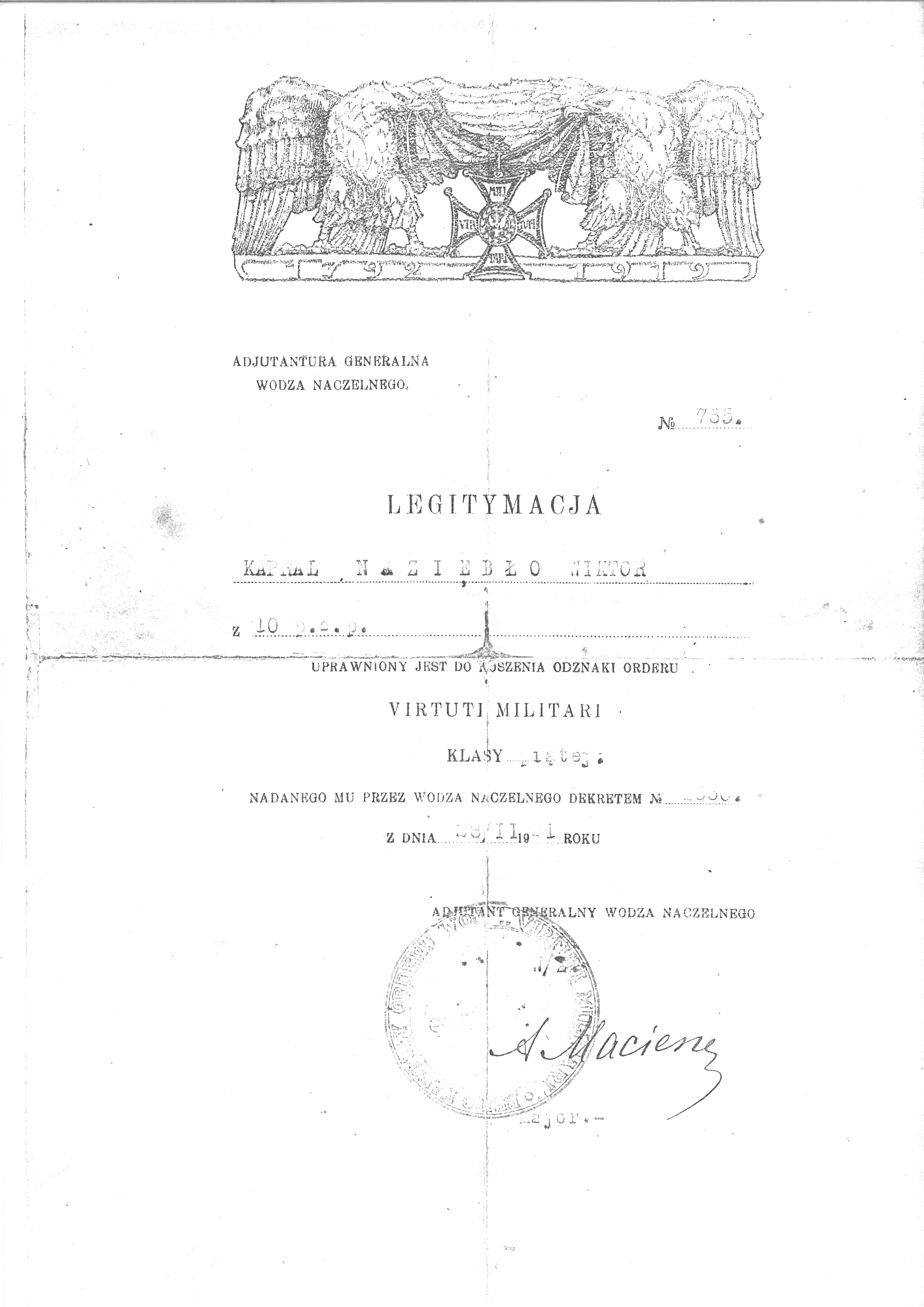
Legitymacja nadania orderu Virtuti Militari

Z małżeństwa z Dominiką Naziębło (z domu Orlańska) pozostawił czwórkę dzieci: Henryka, Hannę, Józefa i Janinę

## Ordery i odznaczenia
- Krzyż Srebrny Orderu Wojennego Virtuti Militari – 28 listopada 1921 roku[3][2]
- Medal Pamiątkowy za Wojnę 1918–1921
- Medal Dziesięciolecia Odzyskanej Niepodległości